# Santa Cristina e Bissone
Santa Cristina e Bissone är en kommun i provinsen Pavia i regionen Lombardiet i Italien. Kommunen hade 1 949 invånare (2018).